# Winter-Paralympics 1988/Biathlon
Bei den IV. Winter-Paralympics wurden zwischen dem 17. und 24. Januar 1988 3 Wettkämpfe im Biathlon ausgetragen.

## Medaillenspiegel
| Platz | Land       | Goldmedaille | Silbermedaille | Bronzemedaille | Gesamt |
| ----- | ---------- | ------------ | -------------- | -------------- | ------ |
| 1     | Finnland   | 1            | 1              | 1              | 3      |
| 2     | Norwegen   | 1            | –              | 1              | 2      |
| 2     | Schweden   | 1            | –              | 1              | 2      |
| 4     | Österreich | –            | 1              | –              | 1      |
| 4     | Schweiz    | –            | 1              | –              | 1      |

## Klassifizierungen
| Klasse | Einstufungen                                     |
| ------ | ------------------------------------------------ |
| LW2    | Stehend, Eine Beinamputation oberhalb des Knies  |
| LW4    | Stehend, Eine Beinamputation unterhalb des Knies |
| LW6/8  | Stehend, Eine Armamputation                      |

## Männer
| Disziplin     | Klasse | Gold             | Silber               | Bronze              |
| ------------- | ------ | ---------------- | -------------------- | ------------------- |
| 7,5 km Einzel | LW2    | Per-Erik Larsson | Christoph Andres     | Pertti Sankilampi   |
| 7,5 km Einzel | LW4    | Svein Lilleberg  | Kalervo Pieksaemaeki | Svein Tore Fauskrud |
| 7,5 km Einzel | LW6/8  | Jouko Grip       | Wolfgang Pickl       | Rune Karlsson       |